# Montgésin
Montgésin est un hameau de montagne situé en France sur la commune d'Aime-la-Plagne, dans le département de la Savoie.
Le hameau surplombe le village de Longefoy, à proximité immédiate de la station de ski de Montalbert, une des stations villages de La Plagne.
Montgésin abrite la petite chapelle de Notre-Dame-des-Neiges.